# Polyrhachis yarrabahensis
Polyrhachis yarrabahensis är en myrart som beskrevs av Auguste-Henri Forel 1915. Polyrhachis yarrabahensis ingår i släktet Polyrhachis och familjen myror. Inga underarter finns listade i Catalogue of Life.